# Reinhard Gieselmann
Reinhard Gieselmann (* 11. Juni 1925 in Münster (Westfalen); † 6. Februar 2013 in Karlsruhe) war ein deutscher Architekt und Hochschullehrer.

## Leben
Das noch während des Zweiten Weltkriegs begonnene Architekturstudium an der TH Danzig konnte Gieselmann an der TH Karlsruhe fortsetzen. 1950 machte er dort sein Diplom bei Egon Eiermann.
Nach wechselnden Anstellungen bei Architekturbüros in Mannheim, Basel und Krefeld ließ er sich 1954 als freier Architekt in Ludwigshafen nieder.
1955 promovierte er an der TH Aachen bei Hans Schwippert.
1957 heiratete er die Tochter des Architekten Alfred Fischer, Maria Verena Fischer, und gründete mit beiden eine Bürogemeinschaft an deren Wohnort Karlsruhe. In der Folge entwarf er dort zahlreiche Wohnhäuser meist gehobenen Standards. Seit 1965 firmierte er wieder als freier Architekt.
1960 veröffentlichte Gieselmann zusammen mit seinem langjährigen Freund Oswald Mathias Ungers das Manifest Zu einer neuen Architektur
Von 1969 bis 1992 hatte Gieselmann die Professur für Wohnbau an der TU Wien inne; während dieser Zeit entwarf er für die Stadt auch mehrere Gemeindebauten. 1979 war er Gastprofessor an der North Carolina State University, School of Design in Raleigh (North Carolina).
Im Zuge der gestiegenen Wertschätzung der Nachkriegsmoderne wurden in Karlsruhe einige Gebäude von Gieselmann unter Denkmalschutz gestellt.

## Bauten

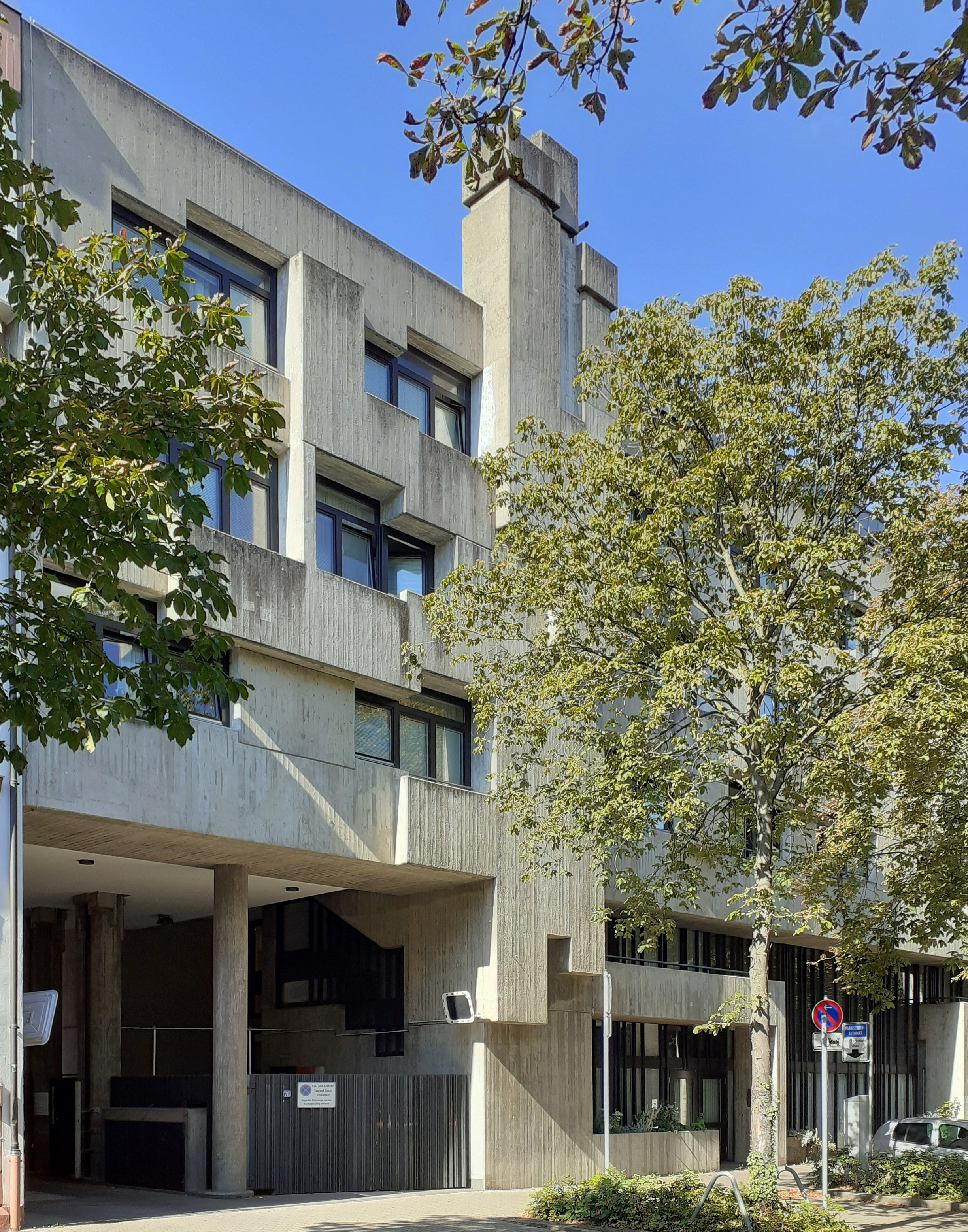
Altenheim, Stephanienstraße Karlsruhe (1962–1967)

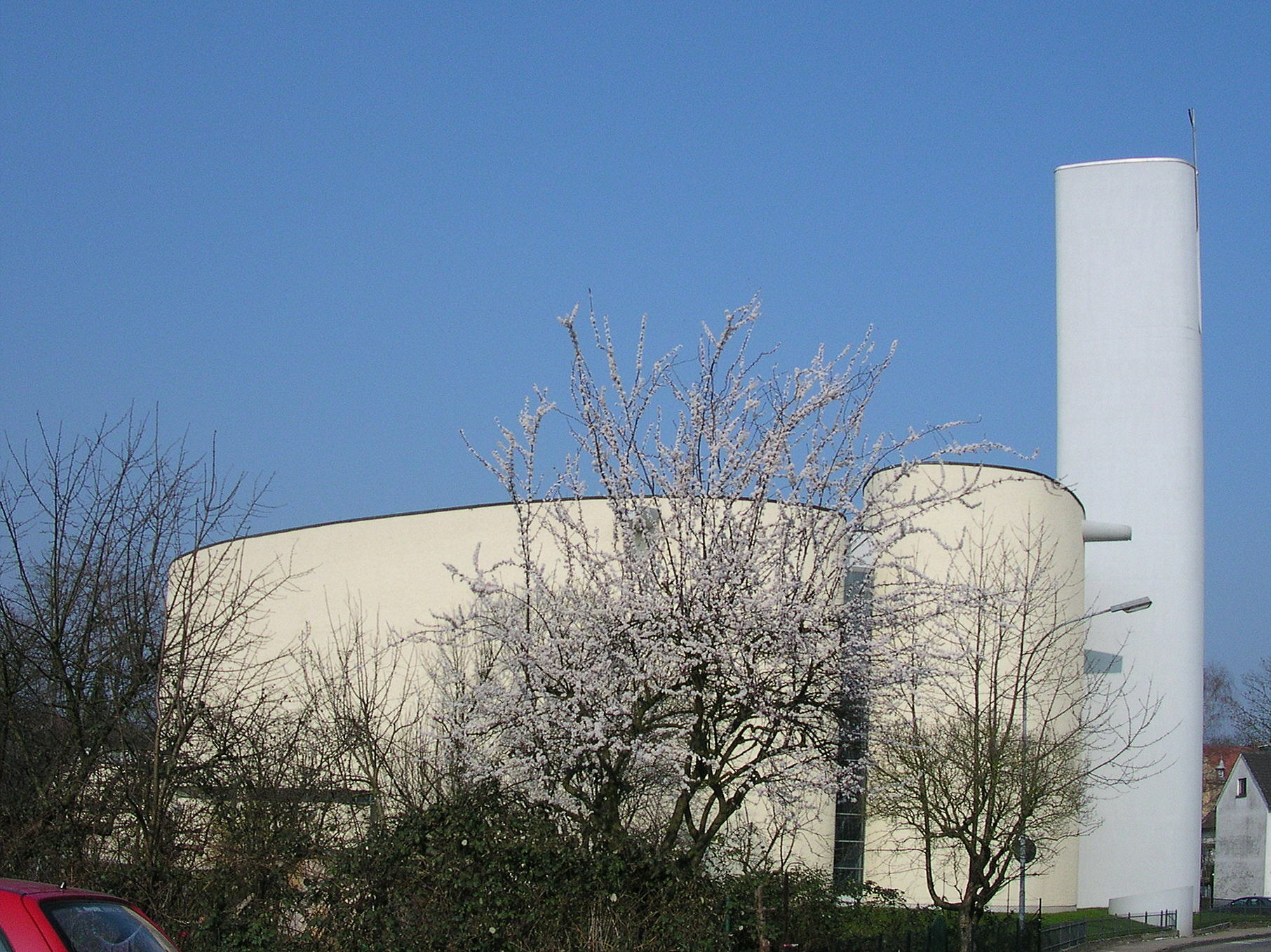
Jakobuskirche Sinsheim (1966)

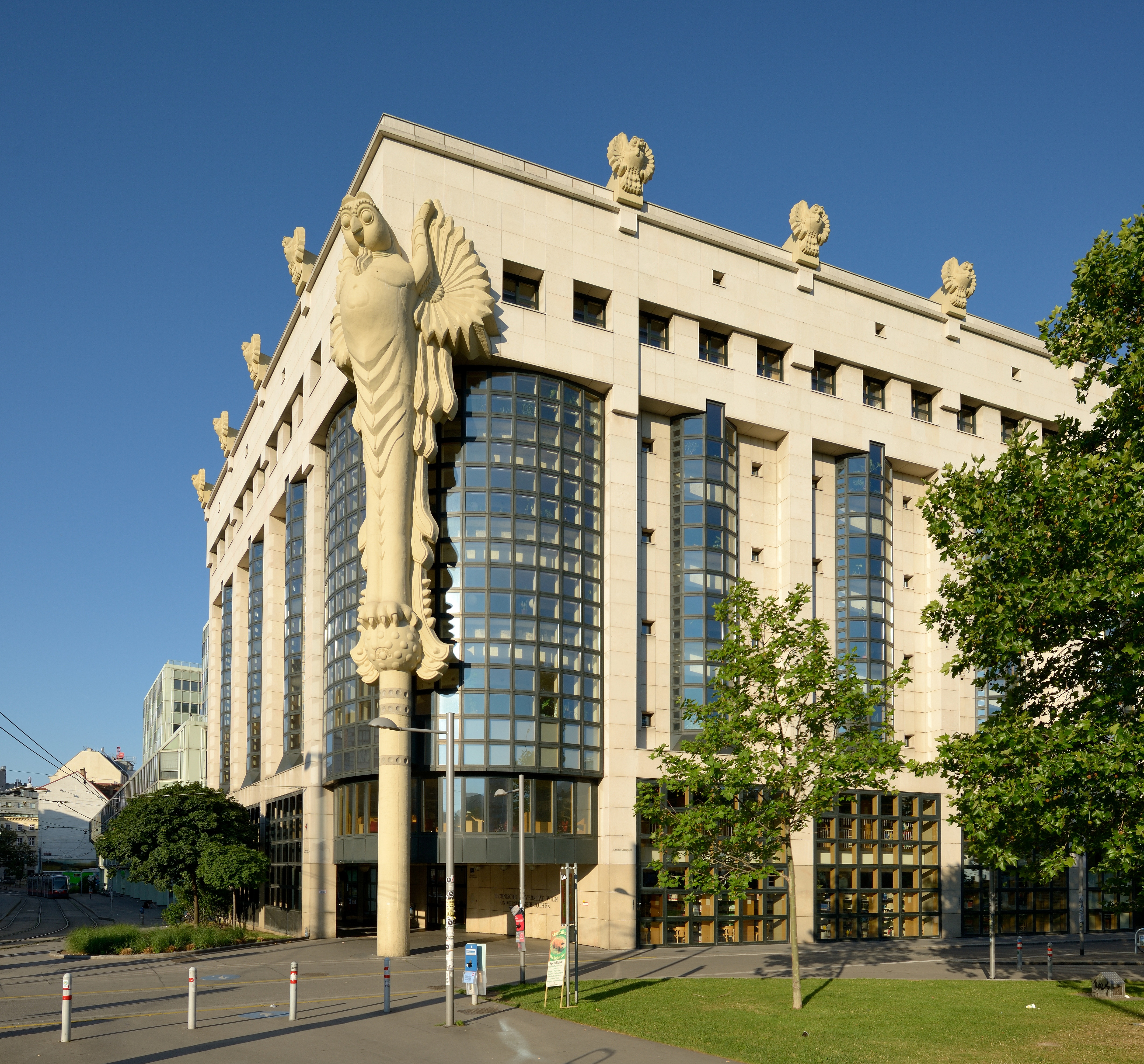
Bibliothek der TU Wien (1978–1987)

- 1952–1953: Wohn- und Atelierhaus Roth in Ludwigshafen
- 1954–1957: Wohn- und Geschäftshaus Frey in Ludwigshafen-Mundenheim
- 1955–1956: Wohnhaus für Joseph Kardinal Höffner in Münster, Rottendorffweg 15[3]
- 1957–1959: Wohnhaus für den Kernphysiker Prof. Dr. Erwin Willy Becker in Karlsruhe-Durlach, Strählerweg 18
- 1957–1961: Wohnsiedlung Wüstenrot in Karlsruhe-Waldstadt
- 1959–1961: Wohnhaus Hanfmann/Herzer in Karlsruhe-Durlach
- 1959–1962: Teppichsiedlung in Karlsruhe-Nordweststadt, Heinrich-Köhler-StraßeLage
- 1960: Wohn- und Atelierhaus für Franz Dewald in der Grötzinger Malerkolonie, An der Silbergrub 5a[4] Lage
- 1960: Wohn- und Atelierhaus für Erich Lipp in Karlsruhe-Waldstadt, Schneidemühler Str. 3 Lage
- 1960: Einfamilienwohnhaus in Karlsruhe-Durlach, Strählerweg 55[5] Lage
- 1964–1965: Mehrfamilien- und Atelierhaus Gieselmann in Karlsruhe-Durlach, Rittnertstr. 81[6] Lage
- 1961–1966: Stadtkirche St. Jakobus d. Ä. (Sinsheim)
- 1962–1964: Zweifamilienhaus Nees in Karlsruhe-Grötzingen
- 1962–1967: Altenheim des Deutschen Roten Kreuzes in Karlsruhe, Stephanienstr. 74, 76[7][8] Lage
- 1963–1966: Wohnhaus für den Kernphysiker Wolf Häfele in Karlsruhe-Durlach, Steinlesweg 9[9] Lage
- 1964–1965: Wohnhaus Lankheit in Karlsruhe-Durlach
- 1964–1967: Wohnhaus Z. in Karlsruhe-Durlach
- 1965–1968: SOS-Jugendheim in Müllheim, Baden
- 1965–1975: Kirchenzentrum St. Stephanus in Bernhausen (Filderstadt)
- 1966–1967: Wohnhaus Dr. med. Rudolf Seitz in Karlsruhe-Durlach, Käthe-Kollwitz-Str. 3[10] Lage
- 1969–1973: Wohnanlage der BUWOG in Wien-Döbling
- 1971–1974: Wohn- und Atelierhaus Gieselmann in Neustift am Walde
- 1977–1981: Erweiterung und Sanierung der Heilig-Geist-Kirche in Markgröningen
- 1978–1985: Wohnanlage der Gemeinde Wien in Wien-Ottakring
- 1978–1987: Bibliothek der Technischen Universität Wien (mit Justus Dahinden und Alexander Marchart)
- 1982–1983: Pfarrhof in Petronell-Carnuntum, Niederösterreich
- 1983–1988: Wohnblock Draschegründe in Wien-Favoriten
- 1986–1990: Sanierung und Erweiterung der Kirche St. Valentin am Forst in Landschach, Niederösterreich
- 1989–1993: Umbau und Erweiterung der Klosterkirche St. Georg im Hag in Maselheim
- 1994–1998: Umbau und Erweiterung der Kirche St. Michael zu den Wengen (Ulm)